# 埃拉貝爾 (喬治亞州)
埃拉貝爾（英語：Ellabell）是位於美國喬治亞州布賴恩縣的一個非建制地區。該地的面積和人口皆未知。

## 地理
埃拉貝爾的座標為31°07′25″N 81°29′08″W / 31.12361°N 81.48556°W，而該地的平均海拔高度為25米（即82英尺）。